# Braunkehl-Uferschwalbe
Die Braunkehl-Uferschwalbe (Riparia paludicola) ist ein kleiner Sperlingsvogel aus der Familie der Schwalben. Sie wurde 1817 durch den französischen Ornithologen Louis Pierre Vieillot in seinem Werk Nouveau Dictionnaire d'Histoire Naturelle beschrieben. Er bezeichnete sie als Hirundo paludicola und ordnete sie als Unterart der in Asien vorkommenden Graukehl-Uferschwalbe (R. chinensis) ein.

## Erscheinung
Mit etwa 11–12 cm Körperlänge liegt die Art größenmäßig in der Mitte zwischen seiner europäisch/nordamerikanischen (R. riparia / Uferschwalbe, 12–13 cm) und asiatischen Schwesterart (R. chinensis / Graukehl-Uferschwalbe, 10–11 cm). Die Flügel sind verhältnismäßig lang und ergeben eine Spannweite von 26–27 cm. Der Schwanz ist eher schmal und kurz. Das Gefieder ist oliv bis braunfarben, Flügel und Schwanzfedern erscheinen meist dunkler. Ein äußerer Geschlechtsdimorphismus ist nicht zu erkennen. Aufgrund seiner weiten Verbreitung nicht vernetzter Population weist die Art eine große Variabilität in Größe und Färbung auf. Hieraus resultiert eine Einteilung in insgesamt sieben Unterarten:
- R. p. paludicola (Vieillot, 1817), Nominatform, Südafrika: weißer Bauchbereich
- R. p. paludibula (Rüppell, 1835), westliches Afrika: kleiner, obere Körperteile dunkler
- R. p. ducis Reichenow, 1908, östliches Afrika. kleiner, dunkleres Unterteil
- R. p. mauretanica (Meade-Waldo, 1901), Marokko. recht klein, blassere Färbung
- R. p. newtoni Bannerman, 1937, Kameruner Gebirge. dunklere Oberteile, bräunlicher Bauchbereich
- R. p. cowani, Madagaskar. kleiner, gräulicher Bauch
- R. p. schoensis Reichenow, 1920, Äthiopisches Hochland
- R. p. minor (Cabanis, 1851), Senegal, Gambia, Sudan und Äthiopien

Allen Unterarten gemein ist dabei der bräunliche Kehlbereich, durch den sie leicht von den verwandten Arten anderer Kontinente zu unterscheiden sind. Das Gewicht variiert, je nach Unterart, zwischen 8 und 17 Gramm.

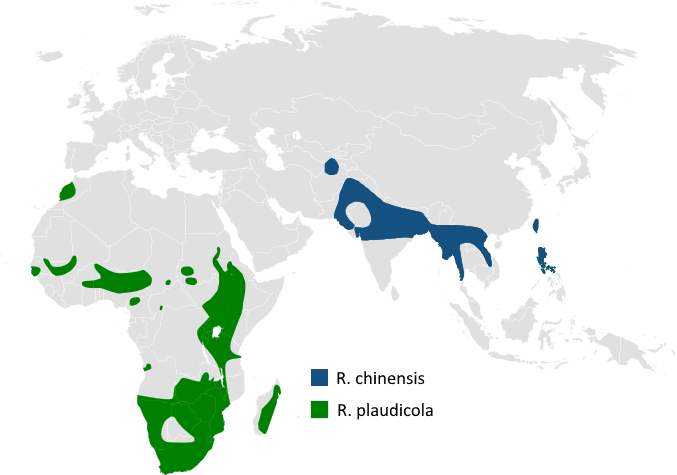
Verbreitungsgebiet der Braunkehl-Uferschwalbe (grün)

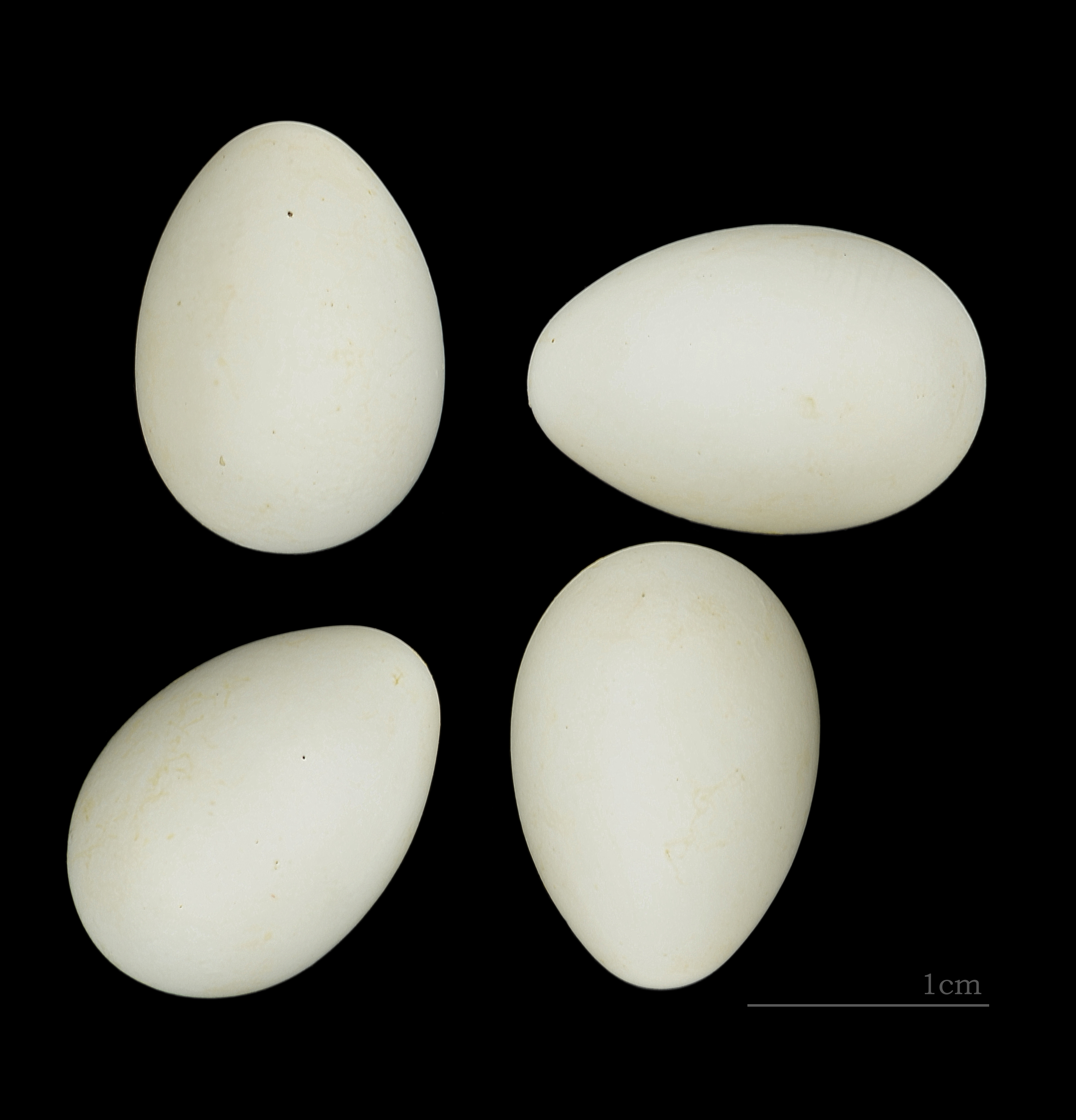
Gelege

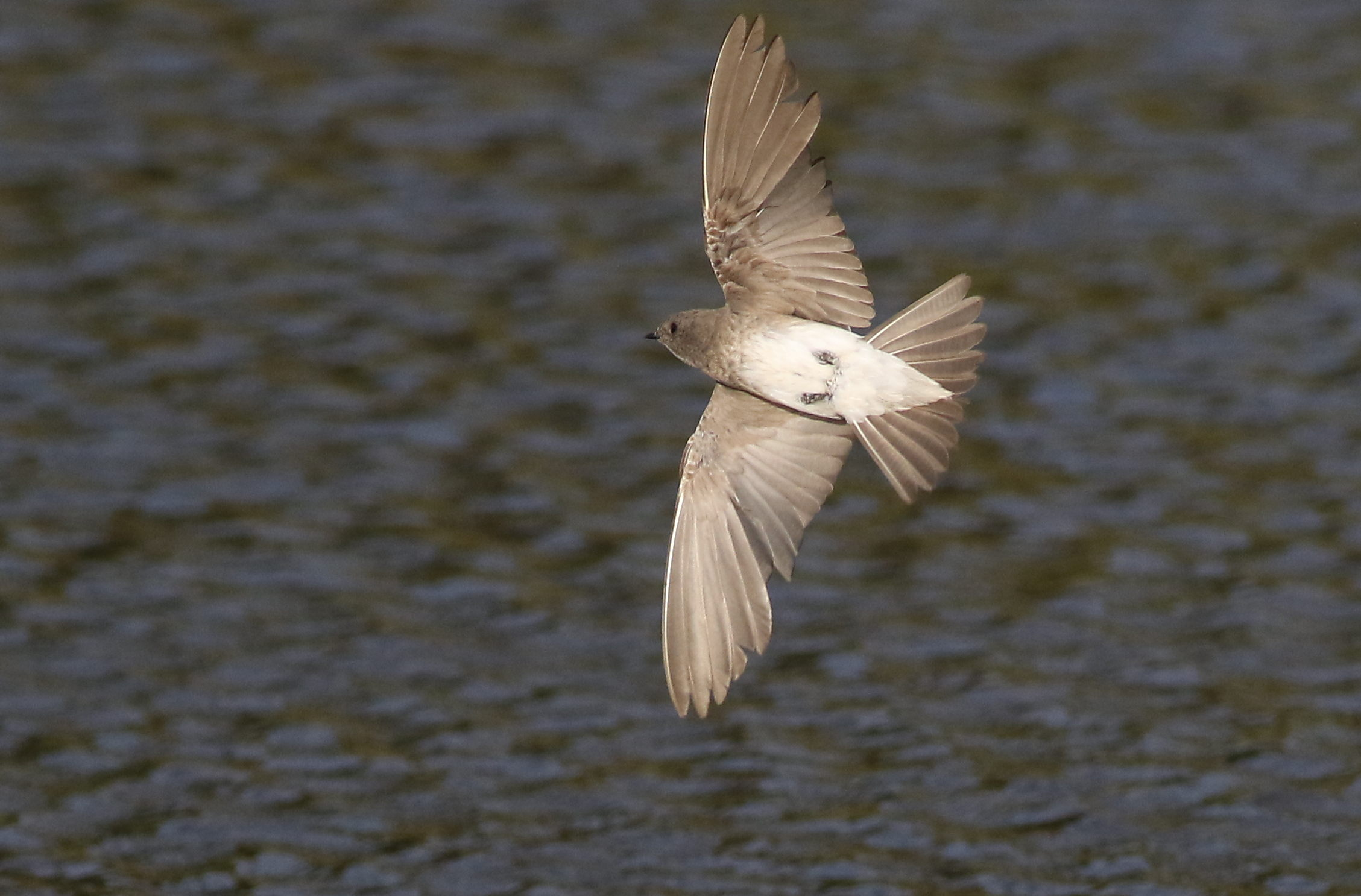
Riparia p. paludicola bei der Jagd (Marievale Nature Reserve, Gauteng, Südafrika)

## Verbreitung und Habitat
Die Braunkehl-Uferschwalbe ist  auf dem afrikanischen Kontinent südlich der Sahara und in Marokko vorzufinden. Während einige Unterarten (z. B. R. p. mauretanica) ortstreu leben sind die meisten südlichen Populationen Teilzieher, die entweder nur teilweise in wärmeren Regionen überwintern oder im Ganzen nur geringfügig wandern.
Der zweiteilige Epitheton paludicola stammt aus dem Lateinischen und bedeutet palus („Sumpf“, „See“, „Morast“) und -cola („Verehrer“). In der Regel leben die Tiere stark wassergebunden in Fluss- und Seenähe.

## Fortpflanzung
Bei Riparia paludicola handelt es sich um monogame Koloniebrüter. In der Regel rotten sich 6–12 Brutpaare zusammen. Jedes Pärchen legt dabei gemeinsam eine etwa 30–80 cm lange, leicht ansteigende Brutröhre mit querovalem Einflug in den sandigen Steilwänden entlang von Flüssen, an. Der Bau endet in einer rundlich erweiterten Kammer, in deren Mitte sorgt eine Anhäufung aus Gras, Federn und anderen Materialien als Brutunterlage. Bei Gelegenheit verwenden und erweitern die Tiere auch alte Bauten. Die Brutzeit unterscheidet sich je nach Unterart und klimatischen Bedingungen, richtet sich beispielsweise nach örtlichen Trocken- und Regenzeiten. Das Weibchen legt 2–4 weiße Eier, die Brutzeit beträgt etwa 12 Tage. Laut Beobachtung aus Kenia verlassen die Jungtiere das Nest nach etwa 25 Tagen. Bis dahin kümmern sich beide Partner gleichermaßen um Fütterung und Aufzucht.

## Ernährung
Ernährung und Jagdweise entsprechen weitgehend der ihres europäischen Pendants. Bei Flügen knapp über der Wasseroberfläche erbeuten sie kleine Insekten, die ihre ausschließliche Nahrungsgrundlage bilden. Auch das Trinken und Baden wird auf diese Weise erledigt. Aber auch in der Luft und am Boden im Grasland gehören Fliegen, Ameisen, Grashüpfer, kleine Käfer und Termiten zum Beuteschema.
Wie der Uferschwalbe kommt Riparia paludicola dabei ihr für Schwalben eher untypischer Körperbau entgegen. Der kürzere Schwanz und die große Flügelspannweite ermöglicht ein schnelleres, agileres Flugverhalten.

## Bestand
Genaue Bestandszahlen sind nicht bekannt. Aufgrund der Häufigkeit der Sichtungen scheint jedoch laut der Weltnaturschutzunion (IUCN) kein Kriterium für die Einstufung als gefährdet gegeben zu sein:
- Das Verbreitungsgebiet von etwa 27.400.000 km² Größe ist ausreichend groß (Bedingung <20.000 km²). Zudem handelt es sich nicht um eine endemische Art.
- Obwohl der Bestand als abnehmend geschätzt wird, ist nicht davon auszugehen, dass er in den nächsten zehn Jahren (drei Generationen) um mehr als 30 % sinken wird.
- Die Bestände liegen wohl weit über 10.000 Brutpaaren.

Mit genaueren Auskünften über die Bestände ist vorerst nicht zu rechnen, da laut IUCN keine systematische Erfassung im Gange ist. Gesichert ist dagegen, dass die Teilbestände weitgehend aller Unterarten in Schutzgebieten existieren.